# Hölk-Hochhäuser
Als Hölk-Hochhäuser werden zwei Hochhäuser an den Straßen Im Hölk und Poggenbreeden in Bad Oldesloe nordöstlich von Hamburg bezeichnet. Die beiden 13-stöckigen Wohntürme wurden 1972/73 durch die Wohnungsbaugenossenschaft Neue Lübecker errichtet, umgeben von Einfamilienhäusern. In ca. 230 Wohnungen leben etwa 500 Menschen.
Ab dem Jahr 2000 wurden die Hochhäuser zum Spielball von Finanzinvestoren und wechselten ständig den Besitzer. Die Hochhäuser machen immer wieder Schlagzeilen wegen katastrophaler Zustände, wie Rohrbrüche, Schimmel, Heizungs- und Wasserausfall. 2018 übernahm Adler Real Estate in Berlin die Häuser und erneuerte die Heizungsanlage. Die LEG aus Düsseldorf erwarb die Objekte Ende 2021. Spiegel Online berichtete über den katastrophalen Zustand der Immobilien, die zu diesem Zeitpunkt in den Händen der LEG waren. Die LEG führte die noch von der Adler beauftragte Fahrstuhlsanierung durch. Nach nur einem Jahr übernahm 2023 die Lietmeyer-Gruppe in Hildesheim. Anfang 2023 wurde mit der energetischen Sanierung der Asbest-Fassade Poggenbreeden 2 und der Versorgungsstränge begonnen. Das Wandgemälde musste der Sanierung weichen.

## Quartiersmanagement
Seit 2017 gibt es den Treffpunkt Plan B in einem der Hochhäuser. Plan B ist ein Projekt im Rahmen der Q8-Quartiersentwicklung der Evangelischen Stiftung Alsterdorf. Es besteht eine Kooperation mit der Stadt Bad Oldesloe. Das soziale Quartiersprojekt hat sich zur Aufgabe gemacht, der Spaltung des gesamten Quartiers entgegenzuwirken. Neben Mieterberatung, Hausaufgabenhilfe, Trommelkurs und vielen anderen Beratungsangeboten entstand auch im Rahmen eines großen Beteiligungsprojektes in Zusammenarbeit mit dem Kreis Stormarn und der Theodor-Storm-Schule ein riesiges Wandgemälde der Streetart-Künstlerin Hera am Hochhaus Poggenbreeden 2, das bis 2023 bestand. Die Hochhäuser kamen zum ersten Mal bundesweit positiv in die Schlagzeilen. Dieser Intention folgte auch die Wanderausstellung „Hölk. Ein Quartier zeigt Gesicht“ mit Menschen aus dem gesamten Quartier. Schirmfrau ist die Sozialministerin des Landes Schleswig-Holstein, Aminata Touré.